# Michael Kolganov
Michael Kolganov (hebräisch מיכאל קלגנוב; * 24. Oktober 1974 in Taschkent, Usbekische SSR, Sowjetunion) ist ein israelischer Kanute.
Kolganov trainiert beim Hapoel Emek HaYarden. Er qualifizierte sich bei den Olympischen Spielen 2000 in Sydney für die Finalläufe im 500-m- und 1000-m-Einer-Kajak. Über die 1000-m-Strecke erreichte er den vierten Platz und über die 500-m-Strecke den dritten und gewann damit die Bronzemedaille. Vier Jahre später trat er bei den Olympischen Spielen in Athen erneut im Kajak über die 500 m an, konnte seinen Erfolg aber nicht wiederholen.